# نژادپرستی
نژادپرستی (به انگلیسی: Racism) یا تبعیض نژادی (انگلیسی: Racial discrimination) نوعی تبعیض متمرکز بر تفاوت‌های ظاهریِ جسمی/فیزیکی و نیز تفاوت‌های فرهنگی حاصل از زبان، آداب و رسوم، دین، تاریخ و امثال آن‌هاست. ساده‌ترین مثال برای نژادپرستی، برتر دانستن انسان‌های سفیدپوست (اروپایی) بر رنگین‌پوستان است. در زبان فارسی به این مبحث نژادگرایی نیز گفته می‌شود.
در تاریخ، نژادپرستی نیروی محرکه‌ای برای تجارت برده در قرون شانزدهم تا نوزدهم، خاصه در آمریکا؛ و روش حکومتی آپارتاید در قرن بیستم در آفریقای جنوبی بوده است.
نژادپرستی اغلب مفهومی پدیدار شده در قرون اخیر توصیف می‌شود که در عصر امپریالیسم اروپای دگرگون شده توسط سرمایه‌داری و تجارت برده اقیانوس اطلس تکامل یافته است، اما نمونه‌های قدیمی تر از جمله نژادپرستی ضد یهودی در امپراتوری رومِ قرن سوم قبل از میلاد نیز دارد. . همچنین نژادپرستی نیروی اصلی در پشت جداسازی نژادی در ایالات متحده در قرن ۱۹ و اوایل قرن ۲۰ و آپارتاید در آفریقای جنوبی بود. نژادپرستی قرن ۱۹ و ۲۰ در فرهنگ غربی به خوبی مستند شده است و یک نقطه مرجع در مطالعات و گفتمان‌های مربوط به نژادپرستی است.
نژادپرستی در نسل‌کشی‌هایی مانند هولوکاست، نسل‌کشی ارمنی‌ها، نسل‌کشی رواندا و نسل‌کشی صرب‌ها و نسل کشی هزاره ها در افغانستان و همچنین پروژه های استعماری از جمله استعمار اروپا در قاره آمریکا، آفریقا، آسیا و نیز نقش داشته است. 
انتقال جمعیت در اتحاد جماهیر شوروی از جمله تبعید اقلیت‌های بومی همچون آلمانی های ولگا و تاتارهای کریمه در میانه و پس از پایان جنگ جهانی دوم و... .
مردم بومی اغلب در معرض نگرش‌های نژادپرستانه بوده‌اند و هستند.

## نژادپرستی عاملی برای تَسلُط و کنترل
یکی از دلایل مطرح کردن و اعمال روند نژادگرایی، تضمین سُلطه و کنترل گروه یا گروه‌های نژادی بر سایر گروه یا گروه‌های نژادی است. نژادپرستی و نژادگرایی معمولاً توسط گروه‌های نژادی اکثریت بر گروه‌هایی که اقلیتند اِعمال می‌شوند اما با این حال گاهی گروه‌های اقلیت نیز می‌توانند این رویه را در پیش بگیرند. علت اصلی اعمال نژادپرستی توسط اکثریت، بیم داشتن از قدرت گرفتن اقلیت است. گروه اکثریت با استفاده از سلسله مراتب قدرت و ایجاد پروپاگاندا یا بوروکراسی مورد پسند خود، سبب می‌شود تا چهرهٔ گروه اقلیت را خدشه‌دار ساخته، موقعیت‌های ارتقاء دهندهٔ اجتماعی را سلب و تصویر ناشایست، ناپسندیده، و فروتری از آن را در بین اجتماع به نمایش بگذارد تا در نتیجه چشمه‌های رشد و شکوفایی آن‌ها در نُطفه بخشکد.

## ریشه‌یابی، تعریف و کاربرد

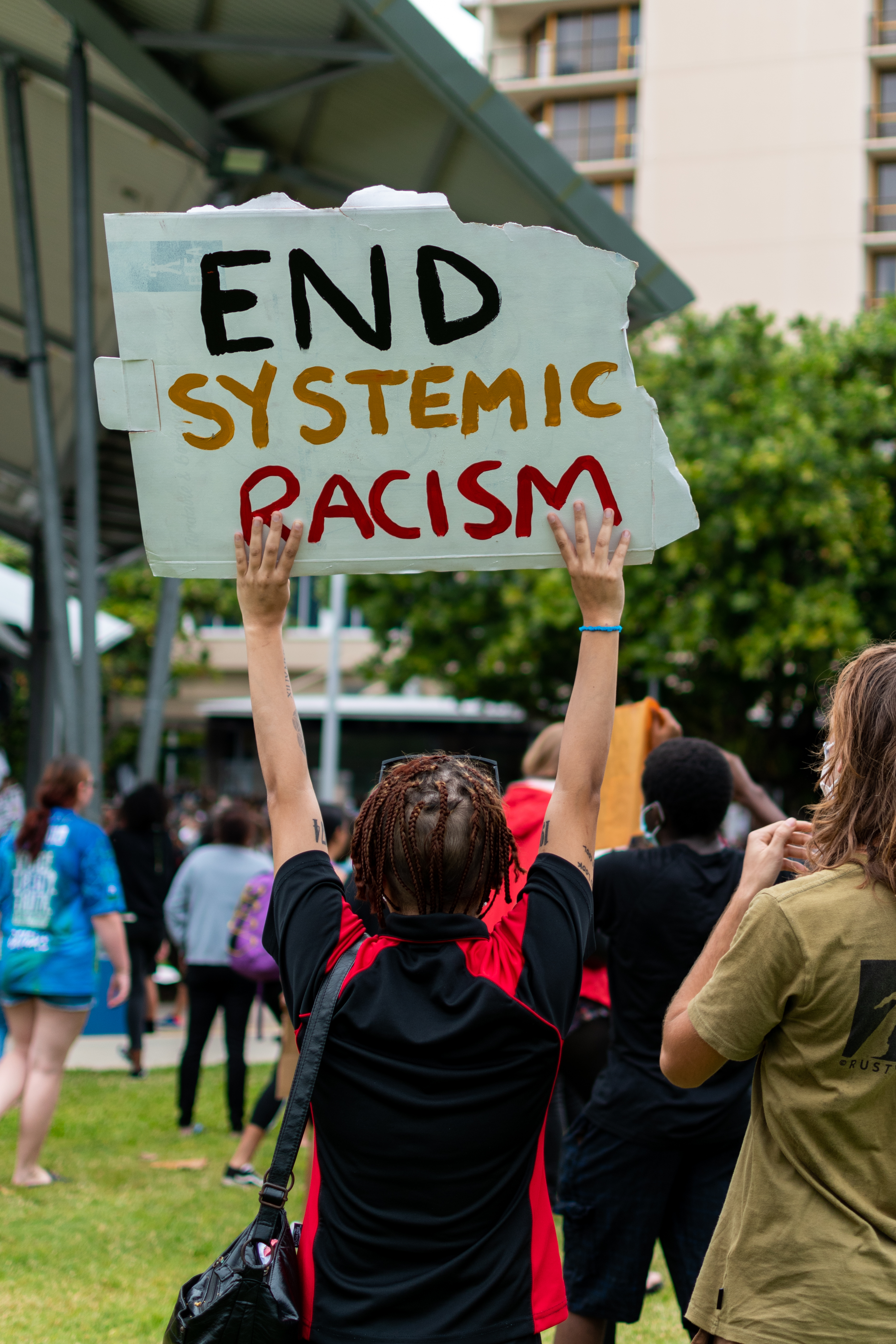
پایان دادن به نژادپرستی سیستماتیک

بسیاری از دانشمندان در قرن نوزدهم براین باور بودند که جمعیت بشر می‌تواند به نژادهای مختلف تقسیم شود. اصطلاح «نژادپرستی» اسمی است که نژادپرست بودن را توصیف می‌کند و این مطلب را تأیید می‌کند که انسان‌ها را می‌توان و می‌بایست بر اساس توانایی‌ها و شرایطی دسته‌بندی کرد که به نوبه خود احتمال دارد منجر به تشکیل نگرش سیاسی برای توزیع حقوق و امتیازات بر مبنای این دسته‌بندی شود. ریشه کلمه نژاد (race) مشخص نیست. توافق زبان‌شناسان در کل این است که این کلمه از زبان فرانسه وارد زبان انگلیسی شده ولی در مورد اینکه چطور چنین کلمه‌ای وارد یک زبان مشتق از لاتین شده، به توافق نرسیده‌اند. یکی از نظرات اخیر این است که این کلمه از کلمه عربی به معنای «سر» یا «منبع» یا از کلمه‌ای از زبان عبری به همان معنا گرفته شده است. نظریه پردازان نژادی اولیه عقیده داشتند که بعضی از نژادها پست‌تر از دیگران هستند و در نتیجه برخورد متفاوت با آنها توجیه داشت. آنها تحقیقات ساختگی علمی را به راه انداختند تا بتوانند فرضیات و پنداشت خود را دربارهٔ تفاوتهای نژادی به اندازه کافی تحت عنوان نژادپرستی علمی تعریف کنند.

## نمونه‌هایی از گروه‌های نژادپرست
- کو کلاکس کلن
- آپارتاید
- نازی‌ها
- گرگ‌های خاکستری